# 阿道弗·奥尔塔
阿道弗·奥尔塔（西班牙語：Adolfo Horta，1957年10月3日—2016年11月28日），古巴男子拳击运动员。他曾代表古巴参加1980年夏季奥林匹克运动会拳击比赛，获得一枚银牌。他也曾三次在世界拳击锦标赛上获得冠军。